# النعامة (فرس)
النعامة فرس الحارث بن عباد بن ضبيعة من قبيلة بكر، شارك بها في حرب تغلب وبكر البسوس. وكان يتغنى بها الأشعار. لكنه ليس الوحيد الذي امتلك فرسا بذاك الاسم فقد ذكر الزبيدي في تاج العروس أن الخيل التي اسمها نعامة سبعة أفراس ومنها فرس الحارث بن عباد اليشكري، وفرس مرداس بن معاذ الجشمي، وفرس عيينة بن أوس المالكي، من بني مالك، وفرس مسافع بن عبد العزى، وفرس المنفجر الغبري، وفرس قراض الأزدي. وعلى هذا الأخير اقتصر ابن الكلبي وذكره بالصاد فقال قراص الأزدي. وزاد الأسود الغندجاني أن خالد بن نضلة الأسدي كانت له فرس اسمها النعامة.

## قربا مربط النعامة
القصيدة المشهورة للحارث بعد مقتل ابنه بجير على يد المهلهل : قربا مربط النعامة مني رددها أكثر من عشرين مرة وقال ابن بدرون: أكثر من خمسين مرة. وكانت النعامة فرسه لم يكن في زمانها مثلها فجاؤوه بها فجز ناصيتها وقطع ذنبها وكان أول من فعل ذلك من العرب فاتخذته العرب سنة عند إرادة الأخذ بالثأر.
وكانت هذه الحادثة هي بداية النهاية لحرب البسوس التي استمرت أكثر من 40 سنة.

## القصيدة والمناسبة
أكثر ما شهر فرس الحارث بن عباد النعامة هو شعره بها
ويصل الحارث إلى الجزء الشهير من قصيدته، الذي يبدأ فيه معظم أبياته بالقول (قربا مربط النعامة مني). والنعامة هي فرس الحارث، وفي مطالبته بتسليمه زمام الفرس نوع من التوثب الكبير للقتال الذي لا يعوقه إلا تعاظم حجم الحزن فالذي خلفه مقتل ولده، وكرهه المتأصل للدخول في هذه الحرب البسوس التي كان أحد من حاولوا إطفاء نيرانها. وذلك ربما ما يفسر طلبه المتكرر بتمكينه من فرسه (النعامة)، التي لم يعد يفصله عن خوض غمار المعركة إلا امتطاء صهوتها. وفي هذا الجزء من القصيدة، يردف البيت الأول (قربا مربط النعامة مني) الذي يكرره مرات ومرات بسرد ما أحدثه فيه مقتل ولده معدداً مناقبه متوعداً قاتله بالثأر: